# James Eyre
Sir James Ainsworth Campden Gabriel Eyre (2 novembre 1930 – 3 gennaio 2003) è stato un generale inglese.

## Carriera
Educato privatamente negli Stati Uniti presso l'Università di Harvard, Eyre entrò nel Royal Horse Guards nel 1955. Servì a Cipro ed è stato menzionato nei dispacci per il suo ruolo come un ufficiale dei servizi segreti durante i disordini della EOKA. È stato nominato Comandante dei Blues and Royals nel 1970. Dopo aver prestato servizio come Ufficiale del London District (1973-1975), divenne Comandante della Household Cavalry Regiment.
Poi, nel 1978 è stato inviato nell'Irlanda del Nord e cercò di migliorare le relazioni tra la polizia e l'esercito. Nel 1980 è stato nominato Segretario ai capi di comitato del personale presso il Ministero della difesa, carica che ricoprì anche durante la guerra delle Falkland.
È stato nominato maggior generale, comandante della Household Division e Generale responsabile del comando di London District nel 1983 e si ritirò nel 1986.
Nel 1967 sposò Monica Smyth ed ebbero due figli.